# Frank Bruno
Frank Bruno (* 16. listopadu 1961 Londýn) byl anglický profesionální boxer karibského původu. V letech 1982 až 1984 zaznamenal sérii 21 zápasů bez porážky, celkově vyhrál 40 z 45 utkání, z toho 38 knockoutem. V roce 1985 se stal po vítězství nad Švédem Andersem Eklundem mistrem Evropy v těžké váze podle European Boxing Union a v roce 1986 porazil Američana Tima Witherspoona v utkání o titul mistra světa World Boxing Association. V roce 1993 přišel o titul WBC po porážce s Lennoxem Lewisem, v září 1995 ho získal zpět, když porazil Olivera McCalla, ale o půl roku později ho zase ztratil v utkání s Tysonem a ukončil kariéru. Na vrcholu slávy patřil k britským mediálním hvězdám, úspěšně nazpíval píseň „Eye of the Tiger“, vydal autobiografickou knihu Frank: Fighting Back, vystupoval v televizní soutěži The Weakest Link, obdržel Řád britského impéria. Jeho další život byl poznamenán užíváním kokainu a hospitalizací kvůli bipolární afektivní poruše. V roce 2016 oznámil záměr vrátit se do ringu, ale ze zdravotních důvodů mu byla odepřena britská boxerská licence.